# Crystal (tractormerk)
De Crystal is een type tractor die sinds 1995 in Polen wordt gebouwd.
Voor die tijd maakte de CAS-fabriek, waar de trekker vandaan komt, al onderdelen voor Ursus. Vanuit de onderdelen die ze toch al maakten hebben ze zelf een trekker gefabriceerd. De Crystal-serie loopt van 100 tot 260 pk (74-191 kW).